# Ван дер Аудера, Пьер Жан
Пьер Жан ван дер Аудера (фр. Pierre Jean нидерл. Van der Ouderaa; 13 января 1841, Антверпен — 5 января 1915, Антверпен) — бельгийский художник.
С пятнадцатилетнего возраста учился в Королевской академии изящных искусств Антверпена, где его наставниками были последовательно Якоб Якобс, Жозеф ван Лериус и Никез де Кейзер. По окончании курса в 1865 году получил Римскую премию второй степени, благодаря которой провёл три года в Италии, изучая произведения Рафаэля. В 1869 году вернулся в свой родной город, занимался жанровой, исторической и портретной живописью. В 1882 году ажиотаж на международной выставке в Вене вызвало полотно Аудера «Поцелуй мира» (нидерл. De mondzoen), изображавшее средневековый ритуал примирения убийцы с родственниками убитого. В 1893 году предпринял поездку по Палестине вместе с двумя коллегами, Карелом Омсом и Максом Росесом, и этот опыт ознаменовал переход художника преимущественно к религиозной тематике.

## Галерея

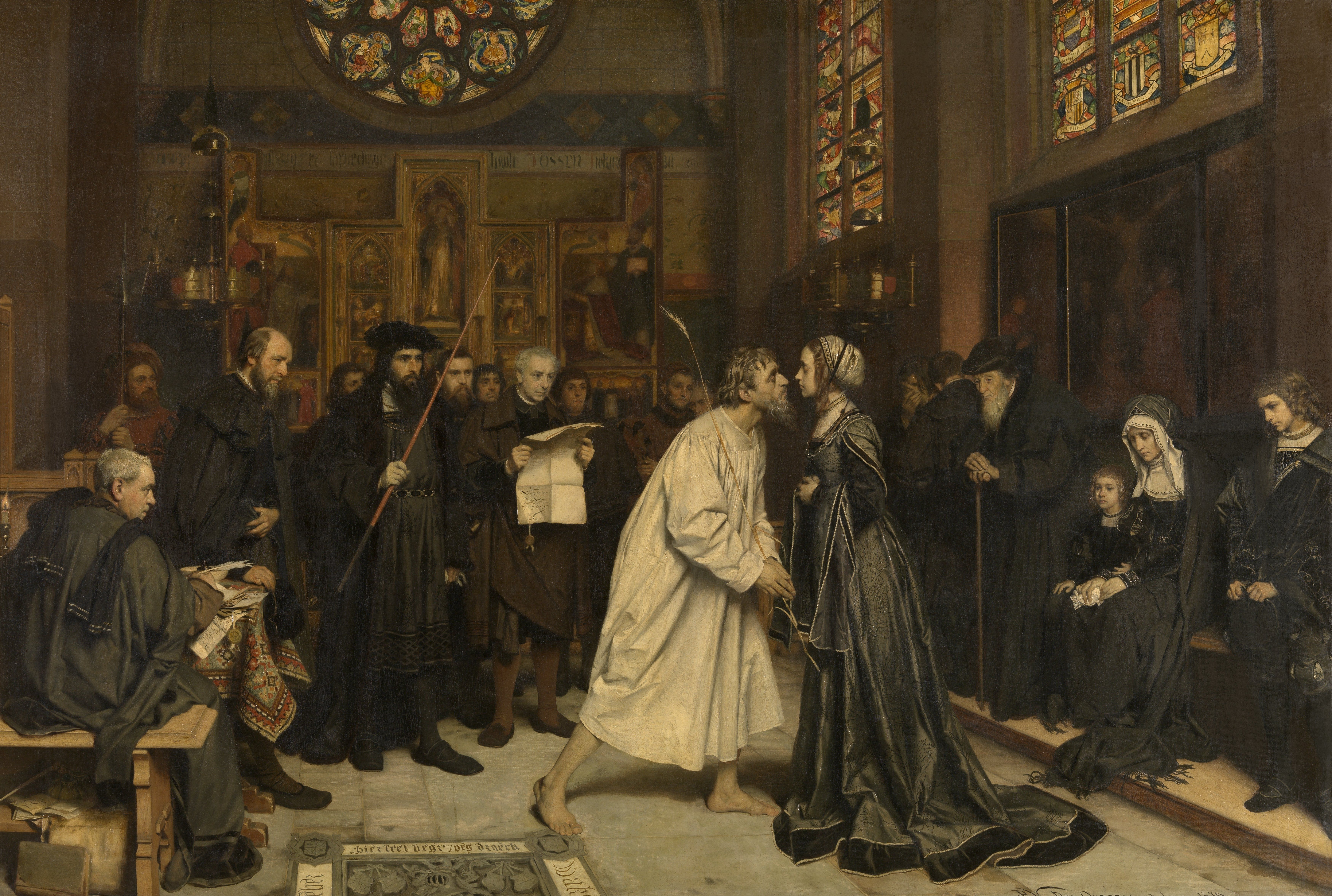
Поцелуй мира (1879)
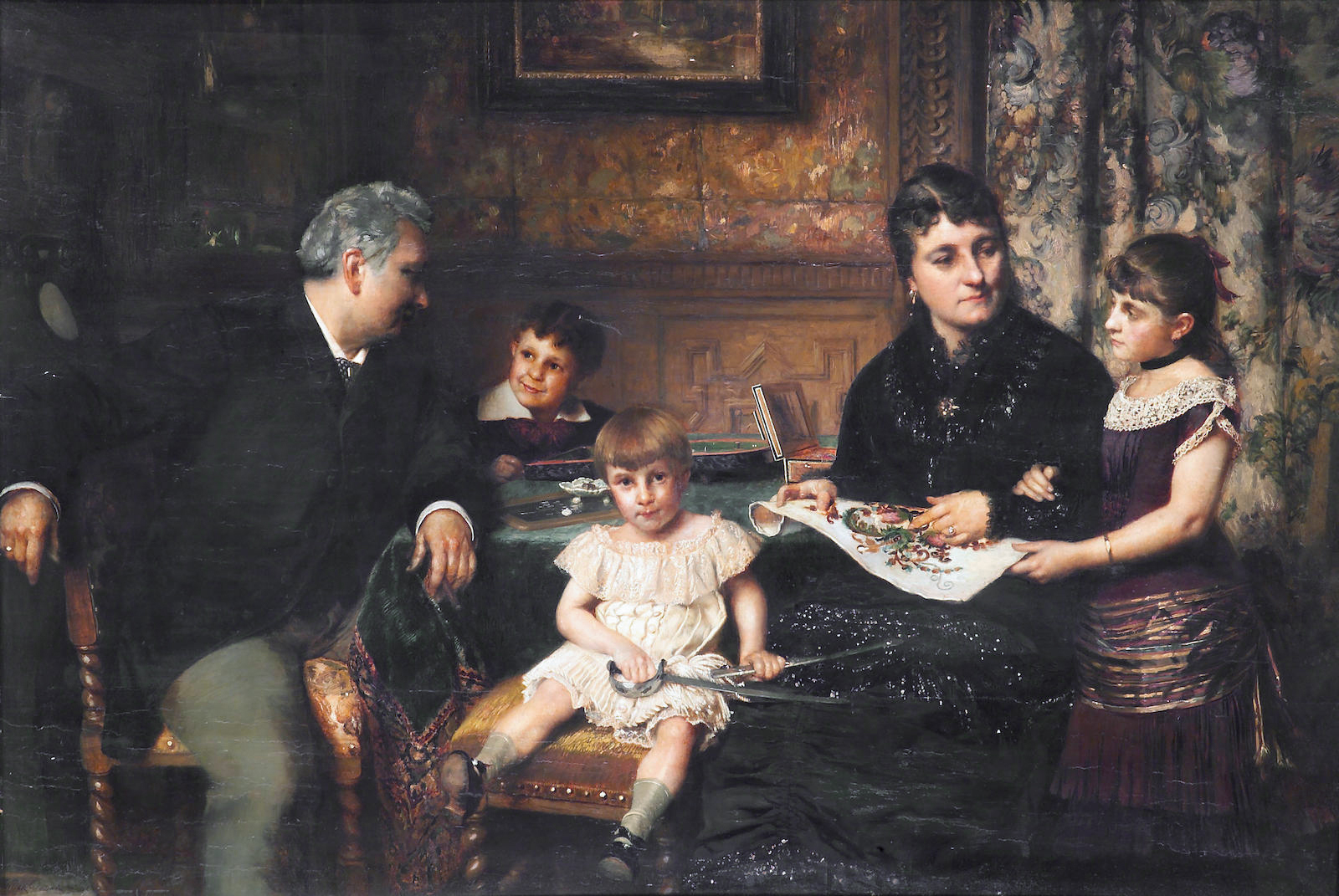
Семейный портрет вокруг стола (1881)
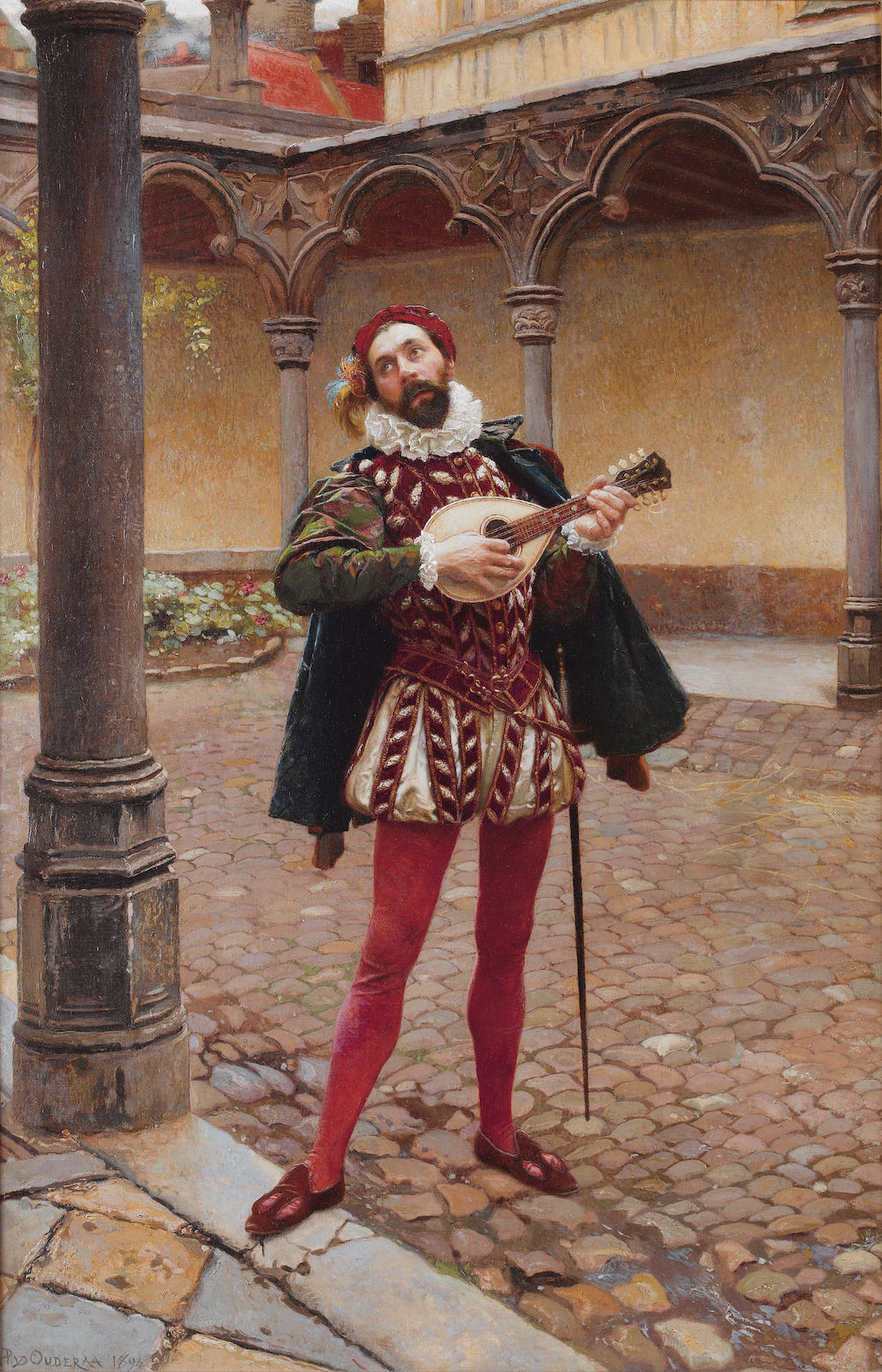
Песнь любви (1894)
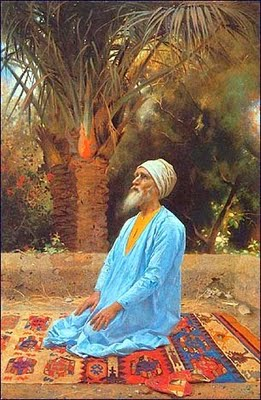
Молитва (1894)
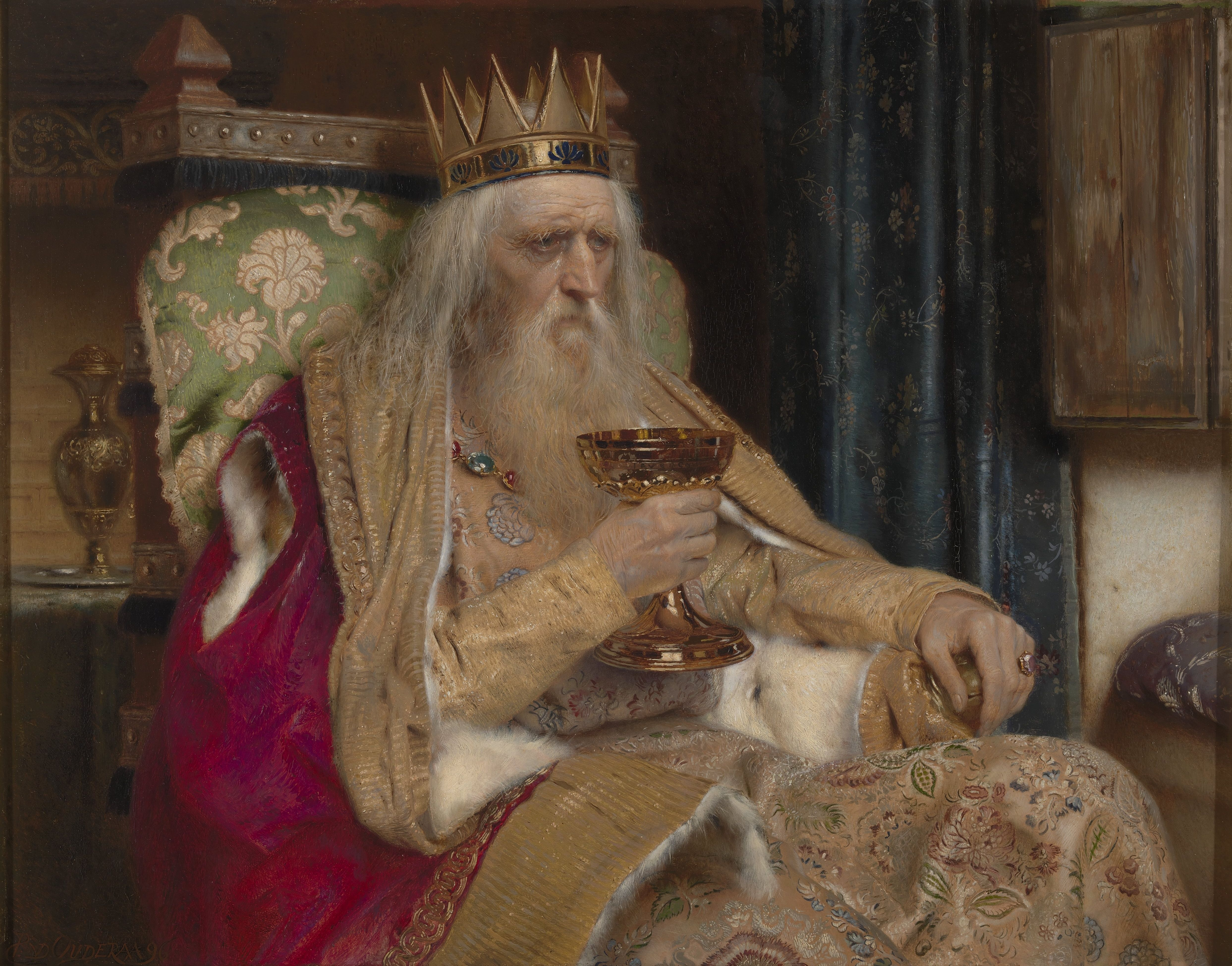
Фульский король (1896)
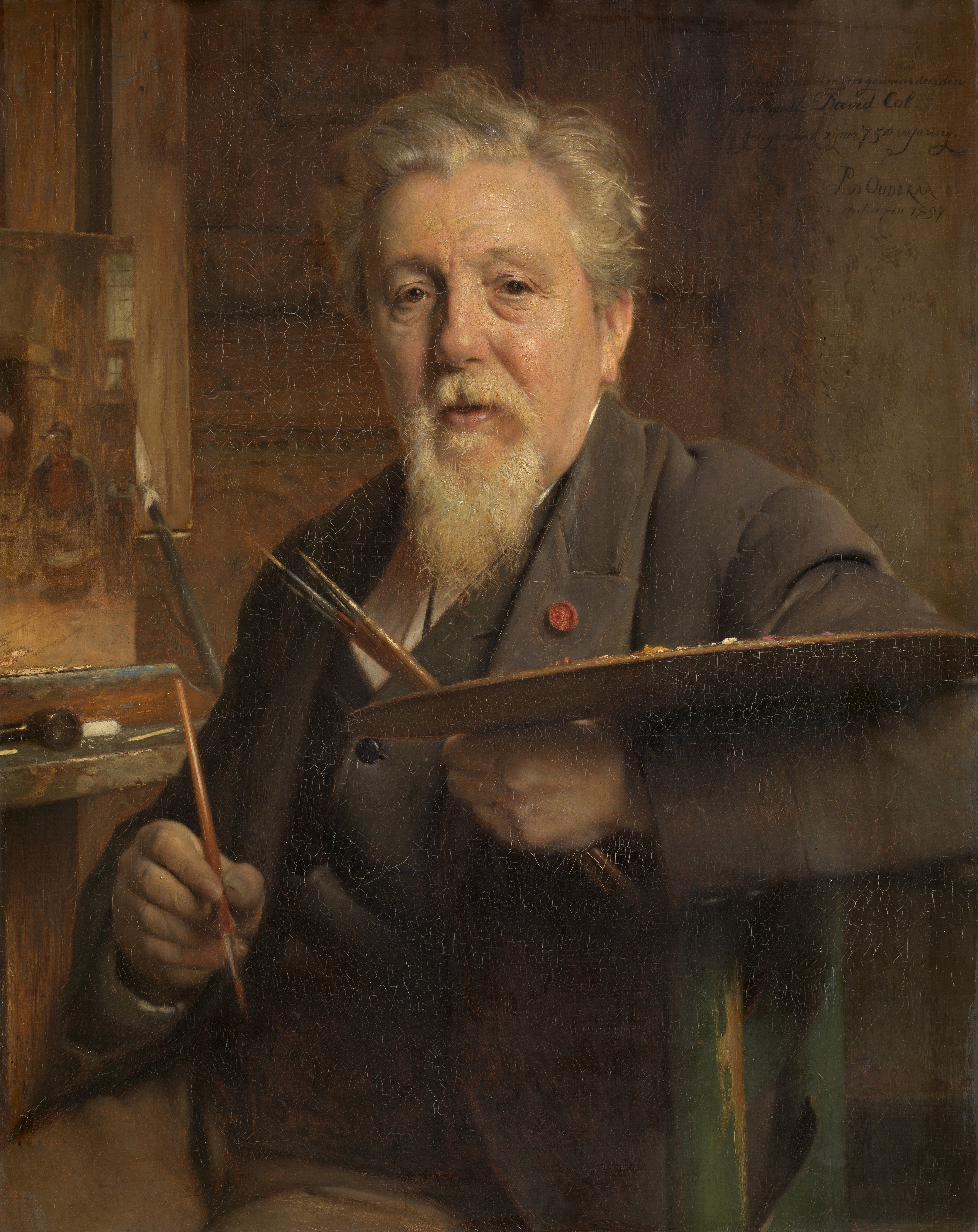
Портрет художника Давида Кола (1897)
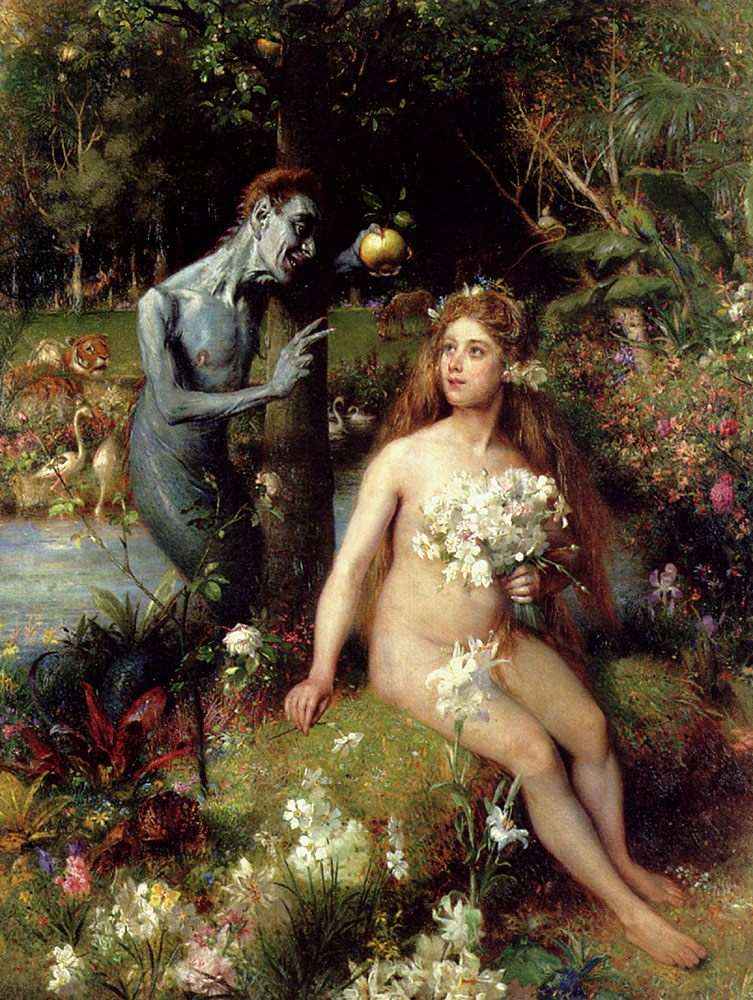
Искушение Евы (1910)